# آدم الخالد
آدم الخالد (بالفرنسية: L'Éternel Adam)‏، (بالإنجليزية: The Eternal Adam)‏ قصة قصيرة من تأليف الروائي جول فيرن صدرت عام 1910.